# Dracophilus delaetianus
Dracophilus delaetianus är en isörtsväxtart som först beskrevs av Moritz Kurt Dinter, och fick sitt nu gällande namn av Moritz Kurt Dinter och Schwant. Dracophilus delaetianus ingår i släktet Dracophilus och familjen isörtsväxter. Inga underarter finns listade i Catalogue of Life.